# Geisa Alini Campos da Silva de Oliveira
Geisa Alini Campos da Silva de Oliveira, meglio conosciuta come Geisa Oliveira (12 agosto 1979 – Campinas, 17 settembre 2021), è stata una cestista brasiliana.

## Carriera
Con il Brasile ha disputato i Campionati americani del 2001, vincendo la medaglia d'oro.